# Marathon Rotterdam 2017

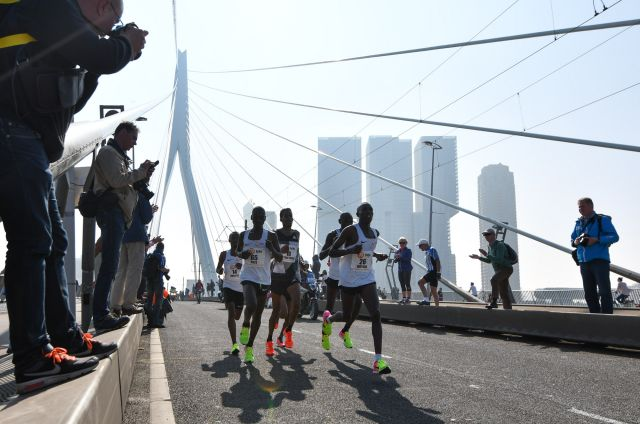
Kopgroep passeert de Erasmusbrug

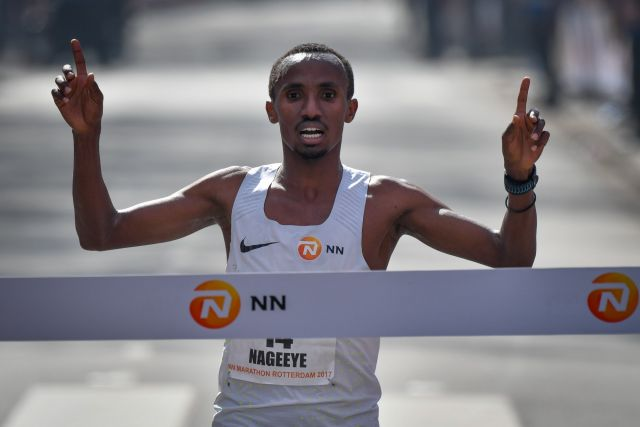
Abdi Nageeye finisht als snelste Nederlander

De NN marathon van Rotterdam werd gehouden op zondag 9 april 2017. Het was de 37e editie van deze marathon. De wedstrijd werd gelopen onder zonnige en vrij warme weersomstandigheden (maximaal 18 °C voor de toplopers en 21 °C voor de recreanten).
De wedstrijd bij de mannen werd gewonnen door Marius Kimutai uit Kenia. Hij zegevierde in 2:06.04 door bij het 40 kilometerpunt zijn landgenoten Lawrence Cherono en Laban Korir af te schudden. Snelste Nederlander was Abdi Nageeye, die in 2:09.34 finishte. Met deze prestatie verbeterde hij zijn persoonlijk record met bijna een minuut en liep de op twee na beste Nederlandse tijd op de klassieke afstand. Snelste Belg was Koen Naert, die in 2:10.16 finishte. Met deze prestatie verbeterde hij zijn persoonlijk record met vijftien seconden en blijft hij daarmee de op drie na beste Belg op de klassieke afstand.
Bij de vrouwen was de Ethiopische Meskerem Assefa het sterkste en won de wedstrijd in 2:24.18. Eunice Chumba uit Bahrein werd tweede door negen seconden later te finishen. De Nederlandse Ruth van der Meijden verbeterde haar persoonlijk record tot 2:31.15 en eindigde hiermee op een vijfde plaats.

## Finishers
Er namen ruim 14.000 lopers deel aan de marathon, waarvan er ongeveer 1000 uitvielen. Er waren 1.999 deelnemers afkomstig buiten Nederland (15,3%) en 863 (6,6%) uit België.
In totaal finishten 30.750 lopers bij het evenement, bestaande uit verschillende afstanden. Voor de marathon en het evenement in het geheel was dit een recordaantal deelnemers.
| naam         | afstand (in km) | finishers |
| ------------ | --------------- | --------- |
| Marathon     | 42,195          | 13.063    |
| 1/4 marathon | 10,55           | 12.677    |
| AD City Run  | 4,2             | 1552      |
| NN Kids Run  | 2,5             | 932       |
| NN Kids Run  | 1,0             | 2526      |
| Totaal       |                 | 30.750    |

## Uitslagen

### Mannen

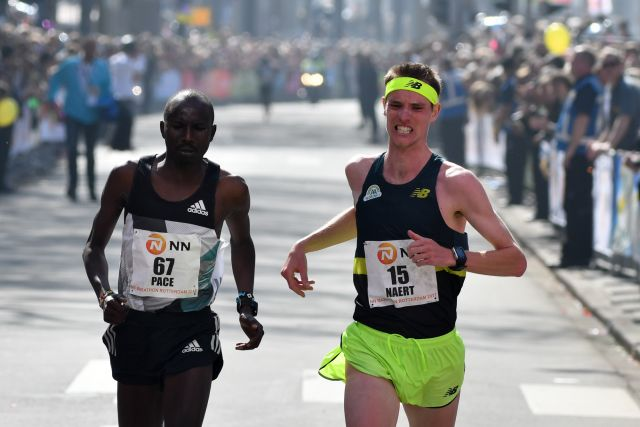
Koen Naert finisht als tiende bij de Marathon Rotterdam

| rang   | naam                        | land | tijd    |
| ------ | --------------------------- | ---- | ------- |
| Goud   | Marius Kimutai              | KEN  | 2:06.04 |
| Zilver | Lawrence Cherono            | KEN  | 2:06.21 |
| Brons  | Laban Korir                 | KEN  | 2:06.25 |
| 4      | Festus Talam                | KEN  | 2:07.10 |
| 5      | Lucas Rotich                | KEN  | 2:07.19 |
| 6      | Gezahegn Kelkile Woldaregay | ETH  | 2:07.29 |
| 7      | Felix Kirwa                 | KEN  | 2:08.12 |
| 8      | Philemon Rono               | KEN  | 2:09.22 |
| 9      | Abdi Nageeye                | NED  | 2:09.34 |
| 10     | Koen Naert                  | BEL  | 2:10.16 |
| 11     | Meshack Kiprop Koech        | KEN  | 2:10.17 |
| 12     | Desmond Mokgobu             | RSA  | 2:10.51 |
| 13     | Michel Butter               | NED  | 2:11.00 |
| 14     | Mert Girmalegesse           | TUR  | 2:11.56 |
| 15     | Paul Koech                  | KEN  | 2:12.02 |
| 16     | Jackson Kiprop              | UGA  | 2:14.48 |
| 17     | Abel Kibet Rop              | KEN  | 2:15.14 |
| 18     | Luis Carlos Rivero          | GUA  | 2:16.31 |
| 19     | David Duquesnoy             | FRA  | 2:18.22 |
| 20     | José Amado García Gabriel   | GUA  | 2:18.54 |

### Vrouwen

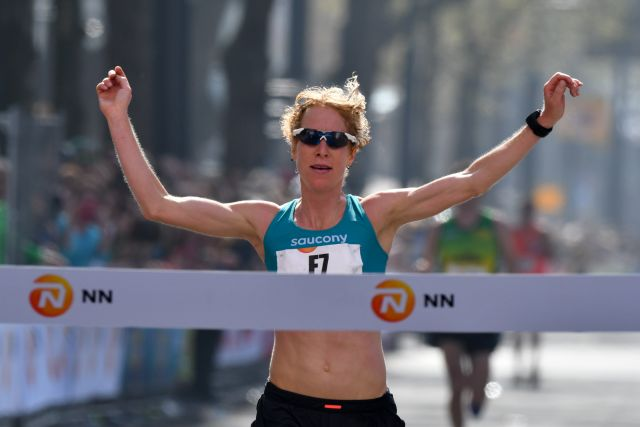
Ruth van der Meijden finishte als vijfde

| rang   | naam                    | land | tijd    |
| ------ | ----------------------- | ---- | ------- |
| Goud   | Meskerem Assefa         | ETH  | 2:24.18 |
| Zilver | Eunice Chumba           | BAH  | 2:24.27 |
| Brons  | Lucy Karimi             | KEN  | 2:25.17 |
| 4      | Jane Jelagat Seurey     | KEN  | 2:26.29 |
| 5      | Ruth van der Meijden    | NED  | 2:31.15 |
| 6      | Boulaid Kaouter         | MAR  | 2:32.50 |
| 7      | Hellen Chepkorir        | KEN  | 2:35.55 |
| 8      | Yuliana Navarro Rosales | MEX  | 2:44.05 |
| 9      | Gloria Privileggio      | GRE  | 2:45.19 |
| 10     | Yolimar Pineda          | VEN  | 2:46.38 |

1981 ·
1982 ·
1983 ·
1984 ·
1985 ·
1986 ·
1987 ·
1988 ·
1989 ·
1990 ·
1991 ·
1992 ·
1993 ·
1994 ·
1995 ·
1996 ·
1997 ·
1998 ·
1999 ·
2000 ·
2001 ·
2002 ·
2003 ·
2004 ·
2005 ·
2006 ·
2007 ·
2008 ·
2009 ·
2010 ·
2011 ·
2012 ·
2013 ·
2014 ·
2015 ·
2016 ·
2017 ·
2018 ·
2019 ·
2020 ·
2021 ·
2022 ·
2023 ·
2024